# Gran Premio Miguel Indurain 2023
Gran Premio Miguel Indurain 2023 var den 74. udgave af det spanske cykelløb Gran Premio Miguel Indurain. Det 203,2 km lange linjeløb blev kørt den 1. april 2023 med start og mål i Estella-Lizarra i regionen Navarra. Løbet var en del af UCI ProSeries 2023. Løbet blev vundet af Jon Izagirre fra Cofidis.

## Resultater
| \| Samlede stilling \| Samlede stilling \| Samlede stilling \| Samlede stilling \| Samlede stilling \| \| Rytter \| Rytter \| Hold \| Tid \| \| \| ---------------- \| ------------------------ \| ---------------------- \| ---------------- \| ---------------- \| \| 1. \| Jon Izagirre \| Cofidis \| 5t 09' 05" \| \| \| 2. \| Sergio Higuita \| Bora-Hansgrohe \| + 2" \| \| \| 3. \| Mattias Skjelmose \| Trek-Segafredo \| + 13" \| \| \| 4. \| Andreas Kron \| Lotto Dstny \| + 20" \| \| \| 5. \| Roger Adrià \| Equipo Kern Pharma \| + 20" \| \| \| 6. \| Alex Aranburu \| Movistar Team \| + 23" \| \| \| 7. \| Corbin Strong \| Israel-Premier Tech \| + 25" \| \| \| 8. \| Élie Gesbert \| Arkéa-Samsic \| + 25" \| \| \| 9. \| Felix Gall \| AG2R Citroën Team \| + 32" \| \| \| 10. \| Cristian Scaroni \| Astana Qazaqstan Team \| + 32" \| \| \| 11. \| Richard Carapaz \| EF Education-EasyPost \| + 32" \| \| \| 12. \| Esteban Chaves \| EF Education-EasyPost \| + 32" \| \| \| 13. \| Ruben Guerreiro \| Movistar Team \| + 36" \| \| \| 14. \| Diego Ulissi \| UAE Team Emirates \| + 37" \| \| \| 15. \| Jefferson Alveiro Cepeda \| Caja Rural-Seguros RGA \| + 37" \| \| \| 16. \| Clément Champoussin \| Arkéa-Samsic \| + 37" \| \| \| 17. \| José Manuel Díaz \| Burgos-BH \| + 37" \| \| \| 18. \| Steff Cras \| TotalEnergies \| + 37" \| \| \| 20. \| Marc Soler \| UAE Team Emirates \| + 48" \| \| |                          |                        |            |
| |                          |                        |            |
| Kilde: ProCyclingStats |                          |                        |            |
| Samlede stilling |                          |                        |            |
| Rytter | Rytter                   | Hold                   | Tid        |
| 1. | Jon Izagirre             | Cofidis                | 5t 09' 05" |
| 2. | Sergio Higuita           | Bora-Hansgrohe         | + 2"       |
| 3. | Mattias Skjelmose        | Trek-Segafredo         | + 13"      |
| 4. | Andreas Kron             | Lotto Dstny            | + 20"      |
| 5. | Roger Adrià              | Equipo Kern Pharma     | + 20"      |
| 6. | Alex Aranburu            | Movistar Team          | + 23"      |
| 7. | Corbin Strong            | Israel-Premier Tech    | + 25"      |
| 8. | Élie Gesbert             | Arkéa-Samsic           | + 25"      |
| 9. | Felix Gall               | AG2R Citroën Team      | + 32"      |
| 10. | Cristian Scaroni         | Astana Qazaqstan Team  | + 32"      |
| 11. | Richard Carapaz          | EF Education-EasyPost  | + 32"      |
| 12. | Esteban Chaves           | EF Education-EasyPost  | + 32"      |
| 13. | Ruben Guerreiro          | Movistar Team          | + 36"      |
| 14. | Diego Ulissi             | UAE Team Emirates      | + 37"      |
| 15. | Jefferson Alveiro Cepeda | Caja Rural-Seguros RGA | + 37"      |
| 16. | Clément Champoussin      | Arkéa-Samsic           | + 37"      |
| 17. | José Manuel Díaz         | Burgos-BH              | + 37"      |
| 18. | Steff Cras               | TotalEnergies          | + 37"      |
| 20. | Marc Soler               | UAE Team Emirates      | + 48"      |

## Hold og ryttere
| UCI WorldTeams (10)- AG2R Citroën Team - Astana Qazaqstan Team - Bora-Hansgrohe - Cofidis - EF Education-EasyPost - Movistar Team - Arkéa-Samsic - Team Jayco AlUla - Trek-Segafredo - UAE Team Emirates UCI ProTeams (10)- Burgos-BH - Caja Rural-Seguros RGA - Eolo-Kometa - Equipo Kern Pharma - Euskaltel-Euskadi - Human Powered Health - Israel-Premier Tech - Lotto Dstny - Team Novo Nordisk - TotalEnergies UCI Kontinentalhold- Electro Hiper Europa |
| |

### Danske ryttere
| Danske ryttere på startlisten |                   |                |           |
| Rygnummer                     | Rytter            | Hold           | Placering |
| 85                            | Mattias Skjelmose | Trek-Segafredo | 3         |
| 174                           | Andreas Kron      | Lotto Dstny    | 4         |

* DNF = gennemførte ikke

## Startliste
| Arkéa-Samsic ARK | Arkéa-Samsic ARK          | Arkéa-Samsic ARK |
| ---------------- | ------------------------- | ---------------- |
| Nr.              | Rytter                    | Placering        |
| 1                | Thibault Guernalec (FRA)  | DNF              |
| 2                | Clément Champoussin (FRA) | 16.              |
| 3                | Michel Ries (LUX)         | 60.              |
| 4                | Élie Gesbert (FRA)        | 8.               |
| 5                | Simon Guglielmi (FRA)     | 23.              |
| 6                | Cristián Rodríguez (ESP)  | 51.              |
| 7                | Alessandro Verre (ITA)    | DNF              |

| AG2R Citroën Team ACT | AG2R Citroën Team ACT        | AG2R Citroën Team ACT |
| --------------------- | ---------------------------- | --------------------- |
| Nr.                   | Rytter                       | Placering             |
| 11                    | Alex Baudin (FRA)            | 83.                   |
| 12                    | Felix Gall (AUT)             | 9.                    |
| 13                    | Jaakko Hänninen (FIN)        | 72.                   |
| 15                    | Valentin Paret-Peintre (FRA) | DNF                   |
| 16                    | Nicolas Prodhomme (FRA)      | 73.                   |
| 17                    | Andrea Vendrame (ITA)        | 38.                   |

| Astana Qazaqstan Team AST | Astana Qazaqstan Team AST | Astana Qazaqstan Team AST |
| ------------------------- | ------------------------- | ------------------------- |
| Nr.                       | Rytter                    | Placering                 |
| 21                        | Luis León Sánchez (ESP)   | 22.                       |
| 22                        | Fabio Felline (ITA)       | 59.                       |
| 23                        | Daniil Pronskij (KAZ)     | DNF                       |
| 24                        | Jurij Natarov (KAZ)       | DNF                       |
| 25                        | Javier Romo (ESP)         | 71.                       |
| 26                        | Cristian Scaroni (ITA)    | 10.                       |
| 27                        | Andrej Zejts (KAZ)        | 88.                       |

| Bora-Hansgrohe BOH | Bora-Hansgrohe BOH     | Bora-Hansgrohe BOH |
| ------------------ | ---------------------- | ------------------ |
| Nr.                | Rytter                 | Placering          |
| 31                 | Emanuel Buchmann (GER) | 30.                |
| 32                 | Florian Lipowitz (GER) | 64.                |
| 33                 | Luis-Joe Lührs (GER)   | DNF                |
| 34                 | Anton Palzer (GER)     | DNF                |
| 35                 | Ide Schelling (NED)    | DNF                |
| 36                 | Sergio Higuita (COL)   | 2.                 |
| 37                 | Giovanni Aleotti (ITA) | 63.                |

| Cofidis COF | Cofidis COF           | Cofidis COF |
| ----------- | --------------------- | ----------- |
| Nr.         | Rytter                | Placering   |
| 41          | Harrison Wood (GBR)   | DNF         |
| 43          | Simon Geschke (GER)   | DNF         |
| 44          | José Herrada (ESP)    | 58.         |
| 45          | Jon Izagirre (ESP)    | 1.          |
| 46          | Victor Lafay (FRA)    | 40.         |
| 47          | Jonathan Lastra (ESP) | 21.         |

| EF Education-EasyPost EFE | EF Education-EasyPost EFE        | EF Education-EasyPost EFE |
| ------------------------- | -------------------------------- | ------------------------- |
| Nr.                       | Rytter                           | Placering                 |
| 51                        | Andrey Amador (CRC)              | DNF                       |
| 52                        | Jonathan Caicedo (ECU)           | 57.                       |
| 53                        | Esteban Chaves (COL) (landevej)  | 12.                       |
| 54                        | Odd Christian Eiking (NOR)       | 24.                       |
| 55                        | Merhawi Kudus (ERI) (landevej)   | 54.                       |
| 56                        | Georg Steinhauser (GER)          | 68.                       |
| 57                        | Richard Carapaz (ECU) (landevej) | 11.                       |

| Movistar Team MOV | Movistar Team MOV     | Movistar Team MOV |
| ----------------- | --------------------- | ----------------- |
| Nr.               | Rytter                | Placering         |
| 61                | Alex Aranburu (ESP)   | 6.                |
| 62                | Gorka Izagirre (ESP)  | 28.               |
| 63                | Nelson Oliveira (POR) | 32.               |
| 64                | Ruben Guerreiro (POR) | 13.               |
| 65                | Jorge Arcas (ESP)     | 66.               |
| 66                | Sergio Samitier (ESP) | 92.               |
| 67                | Gonzalo Serrano (ESP) | 27.               |

| Team Jayco AlUla JAY | Team Jayco AlUla JAY | Team Jayco AlUla JAY |
| -------------------- | -------------------- | -------------------- |
| Nr.                  | Rytter               | Placering            |
| 71                   | Jan Maas (NED)       | 45.                  |
| 73                   | Tsgabu Grmay (ETH)   | 34.                  |
| 75                   | Chris Harper (AUS)   | 25.                  |
| 76                   | Rudy Porter (AUS)    | 70.                  |
| 77                   | Matteo Sobrero (ITA) | 55.                  |

| Trek-Segafredo TFS | Trek-Segafredo TFS            | Trek-Segafredo TFS |
| ------------------ | ----------------------------- | ------------------ |
| Nr.                | Rytter                        | Placering          |
| 81                 | Jon Aberasturi (ESP)          | DNF                |
| 83                 | Marc Brustenga (ESP)          | 99.                |
| 84                 | Juan Pedro López (ESP)        | 42.                |
| 85                 | Mattias Skjelmose (DEN)       | 3.                 |
| 86                 | Amanuel Ghebreigzabhier (ERI) | DNF                |
| 87                 | Natnael Tesfatsion (ERI)      | 33.                |

| UAE Team Emirates UAD | UAE Team Emirates UAD                | UAE Team Emirates UAD |
| --------------------- | ------------------------------------ | --------------------- |
| Nr.                   | Rytter                               | Placering             |
| 91                    | Marc Soler (ESP)                     | 20.                   |
| 92                    | Finn Fisher-Black (NZL)              | 74.                   |
| 93                    | Davide Formolo (ITA)                 | 62.                   |
| 94                    | Felix Großschartner (AUT) (landevej) | 67.                   |
| 95                    | Ivo Oliveira (POR)                   | DNF                   |
| 96                    | Marc Hirschi (SUI)                   | 35.                   |
| 97                    | Diego Ulissi (ITA)                   | 14.                   |

| Burgos-BH BBH | Burgos-BH BBH          | Burgos-BH BBH |
| ------------- | ---------------------- | ------------- |
| Nr.           | Rytter                 | Placering     |
| 101           | Ander Okamika (ESP)    | 90.           |
| 102           | Jetse Bol (NED)        | 52.           |
| 103           | Eric Fagúndez (URU)    | 65.           |
| 104           | José Manuel Díaz (ESP) | 17.           |
| 105           | Jesús Ezquerra (ESP)   | 48.           |
| 106           | Alejandro Franco (ESP) | DNF           |
| 107           | Ángel Madrazo (ESP)    | DNF           |

| Caja Rural-Seguros RGA CJR | Caja Rural-Seguros RGA CJR     | Caja Rural-Seguros RGA CJR |
| -------------------------- | ------------------------------ | -------------------------- |
| Nr.                        | Rytter                         | Placering                  |
| 111                        | Jefferson Alveiro Cepeda (ECU) | 15.                        |
| 112                        | Orluis Aular (VEN)             | 39.                        |
| 113                        | Eduard Prades (ESP)            | 50.                        |
| 114                        | Julen Amezqueta (ESP)          | 61.                        |
| 115                        | Fernando Barceló (ESP)         | 93.                        |
| 116                        | Jon Barrenetxea (ESP)          | 43.                        |
| 117                        | Josu Etxeberria (ESP)          | 96.                        |

| Eolo-Kometa EOK | Eolo-Kometa EOK           | Eolo-Kometa EOK |
| --------------- | ------------------------- | --------------- |
| Nr.             | Rytter                    | Placering       |
| 121             | Fernando Tercero (ESP)    | DNF             |
| 122             | Davide Piganzoli (ITA)    | DNF             |
| 123             | Javier Serrano (ESP)      | 102.            |
| 124             | Álex Martín (ESP)         | 97.             |
| 125             | David Martín (ESP)        | DNF             |
| 126             | Andrea Garosio (ITA)      | 87.             |
| 127             | Alessandro Fancellu (ITA) | DNF             |

| Equipo Kern Pharma EKP | Equipo Kern Pharma EKP   | Equipo Kern Pharma EKP |
| ---------------------- | ------------------------ | ---------------------- |
| Nr.                    | Rytter                   | Placering              |
| 131                    | Roger Adrià (ESP)        | 5.                     |
| 132                    | Igor Arrieta (ESP)       | 19.                    |
| 133                    | Urko Berrade (ESP)       | 100.                   |
| 134                    | Pablo Castrillo (ESP)    | 78.                    |
| 135                    | Raúl García Pierna (ESP) | 53.                    |
| 136                    | Pau Miquel (ESP)         | 94.                    |
| 137                    | Iván Cobo (ESP)          | 104.                   |

| Euskaltel-Euskadi EUS | Euskaltel-Euskadi EUS  | Euskaltel-Euskadi EUS |
| --------------------- | ---------------------- | --------------------- |
| Nr.                   | Rytter                 | Placering             |
| 141                   | Unai Iribar (ESP)      | 77.                   |
| 142                   | Joan Bou (ESP)         | 56.                   |
| 143                   | Asier Etxeberria (ESP) | 82.                   |
| 144                   | Mikel Bizkarra (ESP)   | 76.                   |
| 145                   | Gotzon Martín (ESP)    | 26.                   |
| 146                   | Ibai Azurmendi (ESP)   | 36.                   |
| 147                   | Mikel Iturria (ESP)    | 75.                   |

| Human Powered Health HPM | Human Powered Health HPM       | Human Powered Health HPM |
| ------------------------ | ------------------------------ | ------------------------ |
| Nr.                      | Rytter                         | Placering                |
| 151                      | Kristian Aasvold (NOR)         | 79.                      |
| 152                      | Charles-Étienne Chrétien (CAN) | DNF                      |
| 153                      | Paul Double (GBR)              | DNF                      |
| 154                      | Chad Haga (USA)                | 85.                      |
| 155                      | Bart Lemmen (NED)              | DNF                      |
| 156                      | Sebastian Schönberger (AUT)    | 44.                      |
| 157                      | Embret Svestad-Bårdseng (NOR)  | 89.                      |

| Israel-Premier Tech IPT | Israel-Premier Tech IPT  | Israel-Premier Tech IPT |
| ----------------------- | ------------------------ | ----------------------- |
| Nr.                     | Rytter                   | Placering               |
| 161                     | Daryl Impey (RSA)        | DNF                     |
| 162                     | Ben Hermans (BEL)        | DNF                     |
| 163                     | Nick Schultz (AUS)       | 41.                     |
| 164                     | Omer Goldstein (ISR)     | 49.                     |
| 165                     | Alastair MacKellar (AUS) | 91.                     |
| 166                     | Nadav Raisberg (ISR)     | 101.                    |
| 167                     | Corbin Strong (NZL)      | 7.                      |

| Lotto Dstny LTD | Lotto Dstny LTD            | Lotto Dstny LTD |
| --------------- | -------------------------- | --------------- |
| Nr.             | Rytter                     | Placering       |
| 171             | Johannes Adamietz (GER)    | DNF             |
| 172             | Cédric Van Raemdonck (BEL) | 84.             |
| 173             | Jarrad Drizners (AUS)      | 81.             |
| 174             | Andreas Kron (DEN)         | 4.              |
| 176             | Eduardo Sepúlveda (ARG)    | 47.             |
| 177             | Harry Sweeny (AUS)         | 31.             |

| Team Novo Nordisk TNN | Team Novo Nordisk TNN | Team Novo Nordisk TNN |
| --------------------- | --------------------- | --------------------- |
| Nr.                   | Rytter                | Placering             |
| 181                   | David Lozano (ESP)    | DNF                   |
| 182                   | Hamish Beadle (NZL)   | DNF                   |
| 183                   | Sam Brand (GBR)       | DNF                   |
| 184                   | Matyáš Kopecký (CZE)  | 98.                   |
| 185                   | Joonas Henttala (FIN) | DNF                   |
| 186                   | Stephen Clancy (IRL)  | DNF                   |

| TotalEnergies TEN | TotalEnergies TEN        | TotalEnergies TEN |
| ----------------- | ------------------------ | ----------------- |
| Nr.               | Rytter                   | Placering         |
| 191               | Mathieu Burgaudeau (FRA) | 69.               |
| 192               | Jérémy Cabot (FRA)       | DNF               |
| 193               | Steff Cras (BEL)         | 18.               |
| 194               | Víctor de la Parte (ESP) | 29.               |
| 195               | Alan Jousseaume (FRA)    | 37.               |
| 196               | Pierre Latour (FRA)      | DNF               |
| 197               | Alexis Vuillermoz (FRA)  | 46.               |

| Electro Hiper Europa EHE | Electro Hiper Europa EHE | Electro Hiper Europa EHE |
| ------------------------ | ------------------------ | ------------------------ |
| Nr.                      | Rytter                   | Placering                |
| 201                      | Víctor Martínez (ESP)    | 80.                      |
| 202                      | Mateu Estelrich (ESP)    | 95.                      |
| 203                      | José Luis Faura (ESP)    | DNF                      |
| 205                      | Xavier Cañellas (ESP)    | 103.                     |
| 206                      | Alejandro Ropero (ESP)   | 86.                      |
| 207                      | Alex Molenaar (NED)      | DNF                      |

| Arkéa-Samsic ARK | Arkéa-Samsic ARK          | Arkéa-Samsic ARK |
| ---------------- | ------------------------- | ---------------- |
| Nr.              | Rytter                    | Placering        |
| 1                | Thibault Guernalec (FRA)  | DNF              |
| 2                | Clément Champoussin (FRA) | 16.              |
| 3                | Michel Ries (LUX)         | 60.              |
| 4                | Élie Gesbert (FRA)        | 8.               |
| 5                | Simon Guglielmi (FRA)     | 23.              |
| 6                | Cristián Rodríguez (ESP)  | 51.              |
| 7                | Alessandro Verre (ITA)    | DNF              |

| AG2R Citroën Team ACT | AG2R Citroën Team ACT        | AG2R Citroën Team ACT |
| --------------------- | ---------------------------- | --------------------- |
| Nr.                   | Rytter                       | Placering             |
| 11                    | Alex Baudin (FRA)            | 83.                   |
| 12                    | Felix Gall (AUT)             | 9.                    |
| 13                    | Jaakko Hänninen (FIN)        | 72.                   |
| 15                    | Valentin Paret-Peintre (FRA) | DNF                   |
| 16                    | Nicolas Prodhomme (FRA)      | 73.                   |
| 17                    | Andrea Vendrame (ITA)        | 38.                   |

| Astana Qazaqstan Team AST | Astana Qazaqstan Team AST | Astana Qazaqstan Team AST |
| ------------------------- | ------------------------- | ------------------------- |
| Nr.                       | Rytter                    | Placering                 |
| 21                        | Luis León Sánchez (ESP)   | 22.                       |
| 22                        | Fabio Felline (ITA)       | 59.                       |
| 23                        | Daniil Pronskij (KAZ)     | DNF                       |
| 24                        | Jurij Natarov (KAZ)       | DNF                       |
| 25                        | Javier Romo (ESP)         | 71.                       |
| 26                        | Cristian Scaroni (ITA)    | 10.                       |
| 27                        | Andrej Zejts (KAZ)        | 88.                       |

| Bora-Hansgrohe BOH | Bora-Hansgrohe BOH     | Bora-Hansgrohe BOH |
| ------------------ | ---------------------- | ------------------ |
| Nr.                | Rytter                 | Placering          |
| 31                 | Emanuel Buchmann (GER) | 30.                |
| 32                 | Florian Lipowitz (GER) | 64.                |
| 33                 | Luis-Joe Lührs (GER)   | DNF                |
| 34                 | Anton Palzer (GER)     | DNF                |
| 35                 | Ide Schelling (NED)    | DNF                |
| 36                 | Sergio Higuita (COL)   | 2.                 |
| 37                 | Giovanni Aleotti (ITA) | 63.                |

| Cofidis COF | Cofidis COF           | Cofidis COF |
| ----------- | --------------------- | ----------- |
| Nr.         | Rytter                | Placering   |
| 41          | Harrison Wood (GBR)   | DNF         |
| 43          | Simon Geschke (GER)   | DNF         |
| 44          | José Herrada (ESP)    | 58.         |
| 45          | Jon Izagirre (ESP)    | 1.          |
| 46          | Victor Lafay (FRA)    | 40.         |
| 47          | Jonathan Lastra (ESP) | 21.         |

| EF Education-EasyPost EFE | EF Education-EasyPost EFE        | EF Education-EasyPost EFE |
| ------------------------- | -------------------------------- | ------------------------- |
| Nr.                       | Rytter                           | Placering                 |
| 51                        | Andrey Amador (CRC)              | DNF                       |
| 52                        | Jonathan Caicedo (ECU)           | 57.                       |
| 53                        | Esteban Chaves (COL) (landevej)  | 12.                       |
| 54                        | Odd Christian Eiking (NOR)       | 24.                       |
| 55                        | Merhawi Kudus (ERI) (landevej)   | 54.                       |
| 56                        | Georg Steinhauser (GER)          | 68.                       |
| 57                        | Richard Carapaz (ECU) (landevej) | 11.                       |

| Movistar Team MOV | Movistar Team MOV     | Movistar Team MOV |
| ----------------- | --------------------- | ----------------- |
| Nr.               | Rytter                | Placering         |
| 61                | Alex Aranburu (ESP)   | 6.                |
| 62                | Gorka Izagirre (ESP)  | 28.               |
| 63                | Nelson Oliveira (POR) | 32.               |
| 64                | Ruben Guerreiro (POR) | 13.               |
| 65                | Jorge Arcas (ESP)     | 66.               |
| 66                | Sergio Samitier (ESP) | 92.               |
| 67                | Gonzalo Serrano (ESP) | 27.               |

| Team Jayco AlUla JAY | Team Jayco AlUla JAY | Team Jayco AlUla JAY |
| -------------------- | -------------------- | -------------------- |
| Nr.                  | Rytter               | Placering            |
| 71                   | Jan Maas (NED)       | 45.                  |
| 73                   | Tsgabu Grmay (ETH)   | 34.                  |
| 75                   | Chris Harper (AUS)   | 25.                  |
| 76                   | Rudy Porter (AUS)    | 70.                  |
| 77                   | Matteo Sobrero (ITA) | 55.                  |

| Trek-Segafredo TFS | Trek-Segafredo TFS            | Trek-Segafredo TFS |
| ------------------ | ----------------------------- | ------------------ |
| Nr.                | Rytter                        | Placering          |
| 81                 | Jon Aberasturi (ESP)          | DNF                |
| 83                 | Marc Brustenga (ESP)          | 99.                |
| 84                 | Juan Pedro López (ESP)        | 42.                |
| 85                 | Mattias Skjelmose (DEN)       | 3.                 |
| 86                 | Amanuel Ghebreigzabhier (ERI) | DNF                |
| 87                 | Natnael Tesfatsion (ERI)      | 33.                |

| UAE Team Emirates UAD | UAE Team Emirates UAD                | UAE Team Emirates UAD |
| --------------------- | ------------------------------------ | --------------------- |
| Nr.                   | Rytter                               | Placering             |
| 91                    | Marc Soler (ESP)                     | 20.                   |
| 92                    | Finn Fisher-Black (NZL)              | 74.                   |
| 93                    | Davide Formolo (ITA)                 | 62.                   |
| 94                    | Felix Großschartner (AUT) (landevej) | 67.                   |
| 95                    | Ivo Oliveira (POR)                   | DNF                   |
| 96                    | Marc Hirschi (SUI)                   | 35.                   |
| 97                    | Diego Ulissi (ITA)                   | 14.                   |

| Burgos-BH BBH | Burgos-BH BBH          | Burgos-BH BBH |
| ------------- | ---------------------- | ------------- |
| Nr.           | Rytter                 | Placering     |
| 101           | Ander Okamika (ESP)    | 90.           |
| 102           | Jetse Bol (NED)        | 52.           |
| 103           | Eric Fagúndez (URU)    | 65.           |
| 104           | José Manuel Díaz (ESP) | 17.           |
| 105           | Jesús Ezquerra (ESP)   | 48.           |
| 106           | Alejandro Franco (ESP) | DNF           |
| 107           | Ángel Madrazo (ESP)    | DNF           |

| Caja Rural-Seguros RGA CJR | Caja Rural-Seguros RGA CJR     | Caja Rural-Seguros RGA CJR |
| -------------------------- | ------------------------------ | -------------------------- |
| Nr.                        | Rytter                         | Placering                  |
| 111                        | Jefferson Alveiro Cepeda (ECU) | 15.                        |
| 112                        | Orluis Aular (VEN)             | 39.                        |
| 113                        | Eduard Prades (ESP)            | 50.                        |
| 114                        | Julen Amezqueta (ESP)          | 61.                        |
| 115                        | Fernando Barceló (ESP)         | 93.                        |
| 116                        | Jon Barrenetxea (ESP)          | 43.                        |
| 117                        | Josu Etxeberria (ESP)          | 96.                        |

| Eolo-Kometa EOK | Eolo-Kometa EOK           | Eolo-Kometa EOK |
| --------------- | ------------------------- | --------------- |
| Nr.             | Rytter                    | Placering       |
| 121             | Fernando Tercero (ESP)    | DNF             |
| 122             | Davide Piganzoli (ITA)    | DNF             |
| 123             | Javier Serrano (ESP)      | 102.            |
| 124             | Álex Martín (ESP)         | 97.             |
| 125             | David Martín (ESP)        | DNF             |
| 126             | Andrea Garosio (ITA)      | 87.             |
| 127             | Alessandro Fancellu (ITA) | DNF             |

| Equipo Kern Pharma EKP | Equipo Kern Pharma EKP   | Equipo Kern Pharma EKP |
| ---------------------- | ------------------------ | ---------------------- |
| Nr.                    | Rytter                   | Placering              |
| 131                    | Roger Adrià (ESP)        | 5.                     |
| 132                    | Igor Arrieta (ESP)       | 19.                    |
| 133                    | Urko Berrade (ESP)       | 100.                   |
| 134                    | Pablo Castrillo (ESP)    | 78.                    |
| 135                    | Raúl García Pierna (ESP) | 53.                    |
| 136                    | Pau Miquel (ESP)         | 94.                    |
| 137                    | Iván Cobo (ESP)          | 104.                   |

| Euskaltel-Euskadi EUS | Euskaltel-Euskadi EUS  | Euskaltel-Euskadi EUS |
| --------------------- | ---------------------- | --------------------- |
| Nr.                   | Rytter                 | Placering             |
| 141                   | Unai Iribar (ESP)      | 77.                   |
| 142                   | Joan Bou (ESP)         | 56.                   |
| 143                   | Asier Etxeberria (ESP) | 82.                   |
| 144                   | Mikel Bizkarra (ESP)   | 76.                   |
| 145                   | Gotzon Martín (ESP)    | 26.                   |
| 146                   | Ibai Azurmendi (ESP)   | 36.                   |
| 147                   | Mikel Iturria (ESP)    | 75.                   |

| Human Powered Health HPM | Human Powered Health HPM       | Human Powered Health HPM |
| ------------------------ | ------------------------------ | ------------------------ |
| Nr.                      | Rytter                         | Placering                |
| 151                      | Kristian Aasvold (NOR)         | 79.                      |
| 152                      | Charles-Étienne Chrétien (CAN) | DNF                      |
| 153                      | Paul Double (GBR)              | DNF                      |
| 154                      | Chad Haga (USA)                | 85.                      |
| 155                      | Bart Lemmen (NED)              | DNF                      |
| 156                      | Sebastian Schönberger (AUT)    | 44.                      |
| 157                      | Embret Svestad-Bårdseng (NOR)  | 89.                      |

| Israel-Premier Tech IPT | Israel-Premier Tech IPT  | Israel-Premier Tech IPT |
| ----------------------- | ------------------------ | ----------------------- |
| Nr.                     | Rytter                   | Placering               |
| 161                     | Daryl Impey (RSA)        | DNF                     |
| 162                     | Ben Hermans (BEL)        | DNF                     |
| 163                     | Nick Schultz (AUS)       | 41.                     |
| 164                     | Omer Goldstein (ISR)     | 49.                     |
| 165                     | Alastair MacKellar (AUS) | 91.                     |
| 166                     | Nadav Raisberg (ISR)     | 101.                    |
| 167                     | Corbin Strong (NZL)      | 7.                      |

| Lotto Dstny LTD | Lotto Dstny LTD            | Lotto Dstny LTD |
| --------------- | -------------------------- | --------------- |
| Nr.             | Rytter                     | Placering       |
| 171             | Johannes Adamietz (GER)    | DNF             |
| 172             | Cédric Van Raemdonck (BEL) | 84.             |
| 173             | Jarrad Drizners (AUS)      | 81.             |
| 174             | Andreas Kron (DEN)         | 4.              |
| 176             | Eduardo Sepúlveda (ARG)    | 47.             |
| 177             | Harry Sweeny (AUS)         | 31.             |

| Team Novo Nordisk TNN | Team Novo Nordisk TNN | Team Novo Nordisk TNN |
| --------------------- | --------------------- | --------------------- |
| Nr.                   | Rytter                | Placering             |
| 181                   | David Lozano (ESP)    | DNF                   |
| 182                   | Hamish Beadle (NZL)   | DNF                   |
| 183                   | Sam Brand (GBR)       | DNF                   |
| 184                   | Matyáš Kopecký (CZE)  | 98.                   |
| 185                   | Joonas Henttala (FIN) | DNF                   |
| 186                   | Stephen Clancy (IRL)  | DNF                   |

| TotalEnergies TEN | TotalEnergies TEN        | TotalEnergies TEN |
| ----------------- | ------------------------ | ----------------- |
| Nr.               | Rytter                   | Placering         |
| 191               | Mathieu Burgaudeau (FRA) | 69.               |
| 192               | Jérémy Cabot (FRA)       | DNF               |
| 193               | Steff Cras (BEL)         | 18.               |
| 194               | Víctor de la Parte (ESP) | 29.               |
| 195               | Alan Jousseaume (FRA)    | 37.               |
| 196               | Pierre Latour (FRA)      | DNF               |
| 197               | Alexis Vuillermoz (FRA)  | 46.               |

| Electro Hiper Europa EHE | Electro Hiper Europa EHE | Electro Hiper Europa EHE |
| ------------------------ | ------------------------ | ------------------------ |
| Nr.                      | Rytter                   | Placering                |
| 201                      | Víctor Martínez (ESP)    | 80.                      |
| 202                      | Mateu Estelrich (ESP)    | 95.                      |
| 203                      | José Luis Faura (ESP)    | DNF                      |
| 205                      | Xavier Cañellas (ESP)    | 103.                     |
| 206                      | Alejandro Ropero (ESP)   | 86.                      |
| 207                      | Alex Molenaar (NED)      | DNF                      |